# سیارک ۳۶۴۲
سیارک ۳۶۴۲ (به انگلیسی: 3642 Frieden، نامگذاری:1953XL1) سه هزار و ششصد و چهل و دومین سیارک کشف شده‌است که در ۴ دسامبر ۱۹۵۳ کشف شد.
قدر مطلق سیارک برابر ۱۱٫۲۰ است.